# بيرسي وليامز (لاعب اتحاد الرغبي)
بيرسي وليامز (بالإنجليزية: Percy Williams)‏ هو لاعب اتحاد الرغبي جنوب أفريقي، ولد في 5 يونيو 1993 في جورج في جنوب أفريقيا.